# 大桑迪河 (田纳西州)
大桑迪河（英語：Big Sandy River）是位于美国田纳西州田納西河的一条支流，长约60-英里-long（97-），通过田纳西河、俄亥俄河与密西西比河最终注入墨西哥湾。